# یواس‌اس میلیوس (دی‌دی‌جی-۶۹)
یواس‌اس میلیوس (دی‌دی‌جی-۶۹) (به انگلیسی: USS Milius (DDG-69)) یک کشتی است که طول آن ۵۰۵ فوت (۱۵۴ متر) می‌باشد. این کشتی در سال ۱۹۹۵ ساخته شد. این اولین کشتی نیروی دریایی ایالات متحده است که به نام یک اسیر جنگی/مفقودالاثر از جنگ ویتنام نامگذاری شده است. این ناو به نام کاپیتان پاول ال. میلیوس، خلبان نیروی دریایی که گمان می‌رود در پی سقوط هواپیمایش بر فراز لائوس در فوریه ۱۹۶۸ کشته شده باشد، نامگذاری شده است. دختر کاپیتان میلیوس، آنت، حامی مالی این ناو شد و بعداً نام آن را به افتخار پدرش بر روی کشتی گذاشت.

## در فرهنگ مردمی
میلیوس در فیلم کاپیتان آمریکا: دنیای جدید شجاع محصول مارول در سال ۲۰۲۵، نقش یک کشتی نیروی دریایی ایالات متحده را بازی کرد.